# Antun Bošnjak
Antun 'Tonika' Bošnjak (Sombor, 1882. – Sombor, 1930.), bio je političar iz redova bačkih Hrvata.
Krajem Prvog svjetskog rata bio je potpredsjednik Mjesnog narodnog vijeća Srba i Bunjevaca. To je vijeće bilo osnovano 5. studenoga 1918. godine, dan nakon što je u noći 4. na 5. studenoga osnovano Bunjevačko vijeće, koje nije zaživjelo jer su pojedinci u tom vijeću budućnost vidjeli u zajednici s Mađarskom.
Na sjednici Velike narodne skupštine koja se održala u Novom Sadu 25. studenoga 1918. bio je izaslanik Sombora. 
1921. je godine bio među utemeljiteljima Bunjevačkog kola i prvi predsjednik tog društva Hrvata.
Poslije je bio zastupnikom Bunjevačko-šokačke stranke u Skupštini
Kraljevine SHS. To je bilo 1923. kad je umro Ivan Evetović, pa ga je zamijenio na njegovom mjestu u Narodnoj skupštini.